# Dwars door België 1958
La Dwars door België 1958, quattordicesima edizione della corsa, si svolse dal 22 al 23 marzo su un percorso di 426 km ripartiti in 2 tappe, con partenza ed arrivo a Waregem. Fu vinta dal belga Andre Vlayen della squadra nazionale belga davanti ai connazionali Noël Vantyghem e Ernest Heyvaert.

## Tappe
| Tappa  | Data     | Percorso        | km  | Vincitore di tappa | Leader cl. generale |
| ------ | -------- | --------------- | --- | ------------------ | ------------------- |
| 1ª     | 22 marzo | Waregem > Ciney | 214 | Ernest Heyvaert    |                     |
| 2ª     | 23 marzo | Ciney > Waregem | 212 | Rik Van Looy       | Andre Vlayen        |
| Totale | Totale   | Totale          | 426 |                    |                     |

## Dettagli delle tappe

### 1ª tappa
- 22 marzo: Waregem > Ciney – 214 km

| Pos. | Corridore       | Squadra      | Tempo    |
| ---- | --------------- | ------------ | -------- |
| 1    | Ernest Heyvaert | Carpano      | 6h20'00" |
| 2    | Willy Truye     | Mercier      | s.t.     |
| 3    | Jozef Schils    | Faema-Guerra | s.t.     |

| Pos. | Corridore | Squadra | Tempo |
| ---- | --------- | ------- | ----- |

### 2ª tappa
- 23 marzo: Ciney > Waregem – 212 km

| Pos. | Corridore        | Squadra        | Tempo    |
| ---- | ---------------- | -------------- | -------- |
| 1    | Rik Van Looy     | Sq. naz. belga | 5h25'00" |
| 2    | Andre Vlayen     | Sq. naz. belga | s.t.     |
| 3    | Maurice Meuleman | Elve           | s.t.     |

| Pos. | Corridore       | Squadra        | Tempo |
| ---- | --------------- | -------------- | ----- |
| 1    | Andre Vlayen    | Sq. naz. belga |       |
| 2    | Noël Vantyghem  |                |       |
| 3    | Ernest Heyvaert | Carpano        |       |

## Classifiche finali

### Classifica generale
| Pos. | Corridore           | Squadra             | Tempo |
| ---- | ------------------- | ------------------- | ----- |
| 1    | Andre Vlayen        | Sq. naz. belga      |       |
| 2    | Noël Vantyghem      |                     |       |
| 3    | Ernest Heyvaert     | Carpano             |       |
| 4    | Alfons Vandenbrande | Libertas-Dr. Mann   |       |
| 5    | Maurice Meuleman    | Elve-Peugeot-Marvan |       |
| 6    | Pino Cerami         | Sq. naz. belga      |       |
| 7    | Jan Van Gompel      | Sq. naz. belga      |       |
| 8    | Briek Schotte       | Libertas-Dr. Mann   |       |
| 9    | Norbert Kerckhove   | Sq. naz. belga      |       |
| 10   | Karel De Baere      | Libertas-Dr. Mann   |       |